# Waldbott von Bassenheim

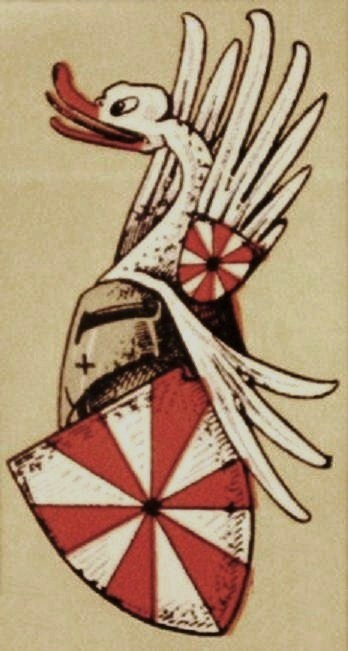
Wappen der Waldbott von Bassenheim

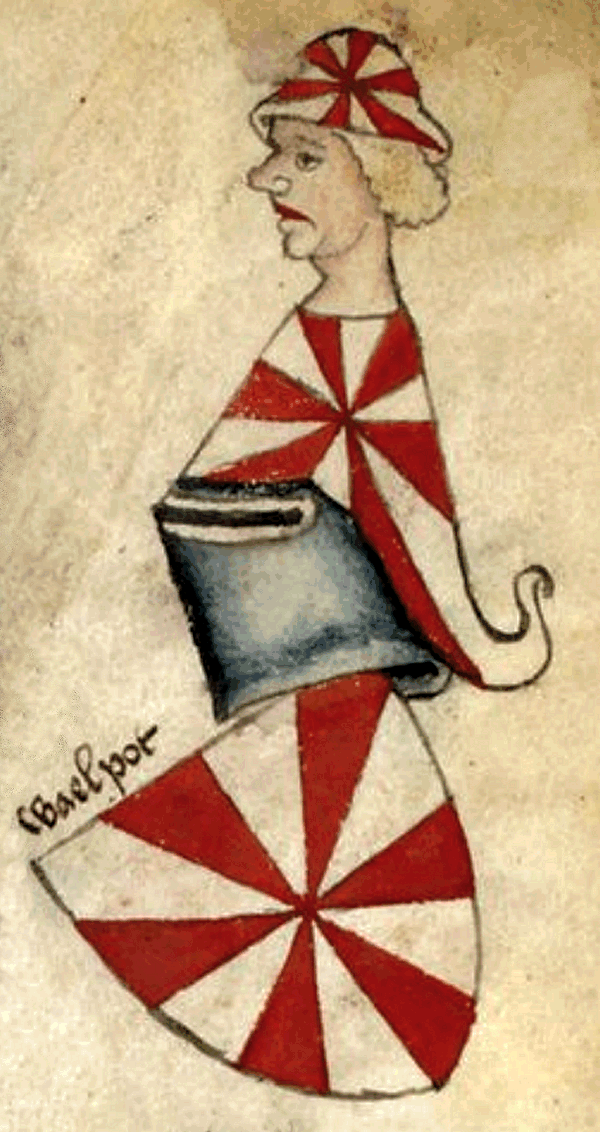
Wappen der Walpoden von Waltmannshausen

Waldbott von Bassenheim ist der Name eines rheinischen Adelsgeschlechts, das erstmals 1136 urkundlich erwähnt wird mit den Brüdern Siegfriedus Gebhardus und Fridericus de Waltmaneshusen, nach der Ortschaft Waldmannshausen (heute ein Ortsteil der Gemeinde Elbtal) bei Hadamar. Zweige der Familie bestehen bis heute. Die gräfliche Linie der Familie zählt zum Hochadel.

## Geschichte

### Anfänge

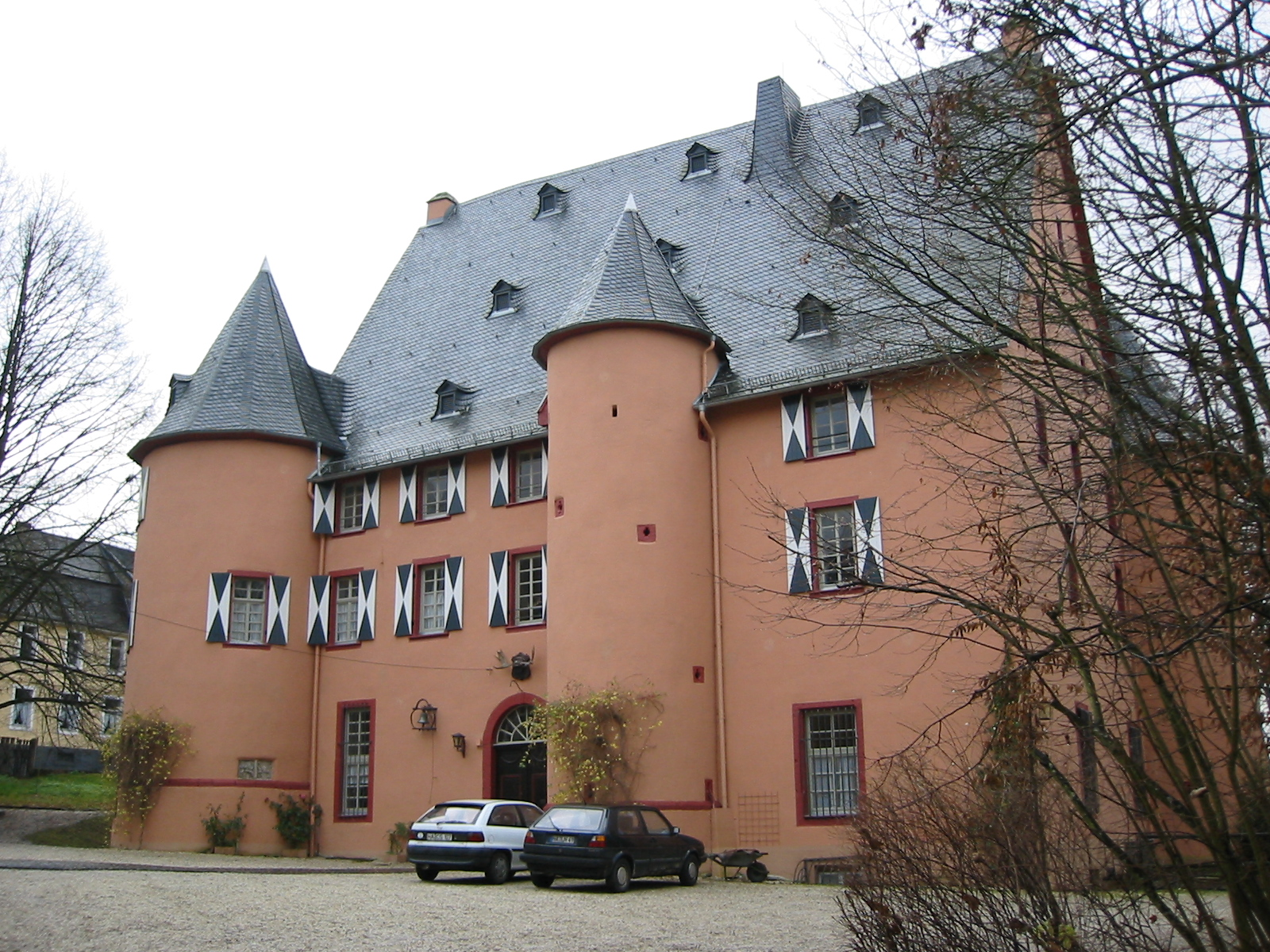
Burg Waldmannshausen

Ein walpode oder waldbott, ein gewaltbote, war im Mittelalter ein Amtsträger, der im Namen eines Landesherren tätig wurde und unter anderem die Polizeigewalt ausübte. Meist wurden Ministerialen mit diesem Amt betraut. Bei den Walpoden von Waltmannshausen – die sich zunächst nach ihrem Stammsitz, der Burg Waldmannshausen bei Hadamar, benannten – wurde die Amtsbezeichnung zum Namensbestandteil. Von ihnen stammen weitere Walpot- oder Waldbott-Linien ab.
Ein bedeutender, früher Vertreter der Familie war Heinrich Walpot, von 1198 bis 1200 erster Hochmeister des Deutschen Ordens. Ein Siegfried Walpot von Bassenheim war später Komtur und oberster Spittler im baltischen Ordensstaat. Ab 1267 war die Familie im Besitz des Walpodenamtes der Grafen von Diez. Später wurden Angehörige des Geschlechts Afterlehensträger der Grafen von Isenburg.

### Entwicklung bis zum Ende des Alten Reichs

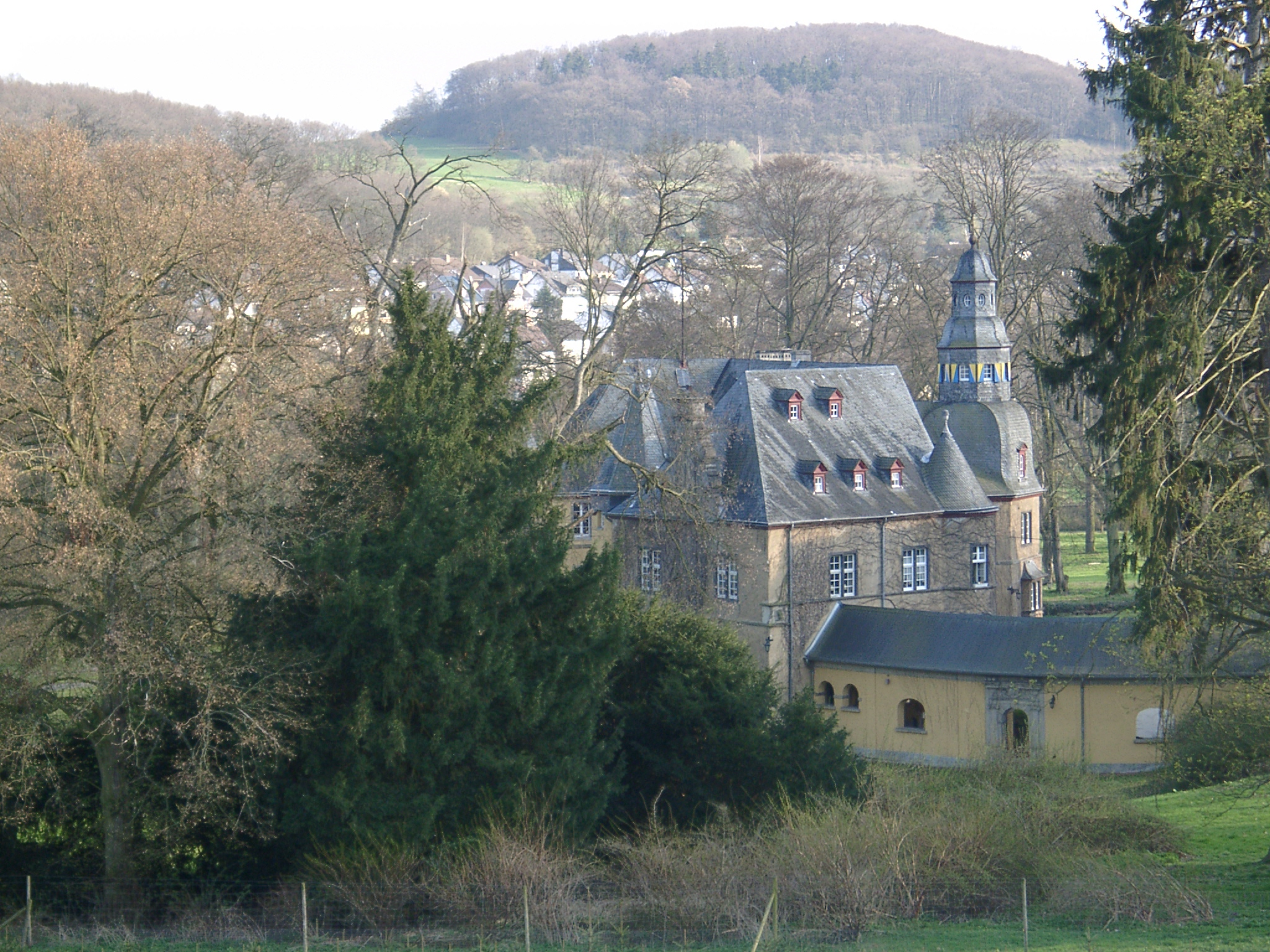
Schloss Bassenheim

Durch Erbgang und Kauf konnte dieser Zweig im Laufe der Zeit seine Grundherrschaft erheblich erweitern. Die Herrschaft Bassenheim bei Koblenz fiel noch vor 1300 durch die Heirat von Siegfried Walpod († 1333) mit Helena von Bachem, Erbtochter des Ritters Heinrich von Bachem, an das Geschlecht, das seinen Namen in der Folge zu Waldbott von Bassenheim änderte.
1477 kam die Herrschaft Olbrück hinzu, durch die Heirat des Otto Walpott von Bassenheim († 1498) mit Apollonia, Erbtochter des Burggrafen Gotthard von Drachenfels; Streitigkeiten über die Erb- und Besitzverhältnisse zogen sich jedoch noch bis 1555 hin. Aus dem Drachenfelser Erbe kam 1512 auch die Burg Gudenau an die Waldbott.
Bei der Teilung der Familie im Jahre 1554 in die Linien zu Bassenheim, Gudenau und Bornheim verblieb die Herrschaft Bassenheim beim ältesten Zweig. Die Herrlichkeit Bornheim kam im Jahre 1629 an die Familie. Zwischen 1728 und 1732 baute Johann Conrad Schlaun die mittelalterliche Wehrburg in das heutige Schloss Bornheim in Stil eines „Maison de plaisance“ um.

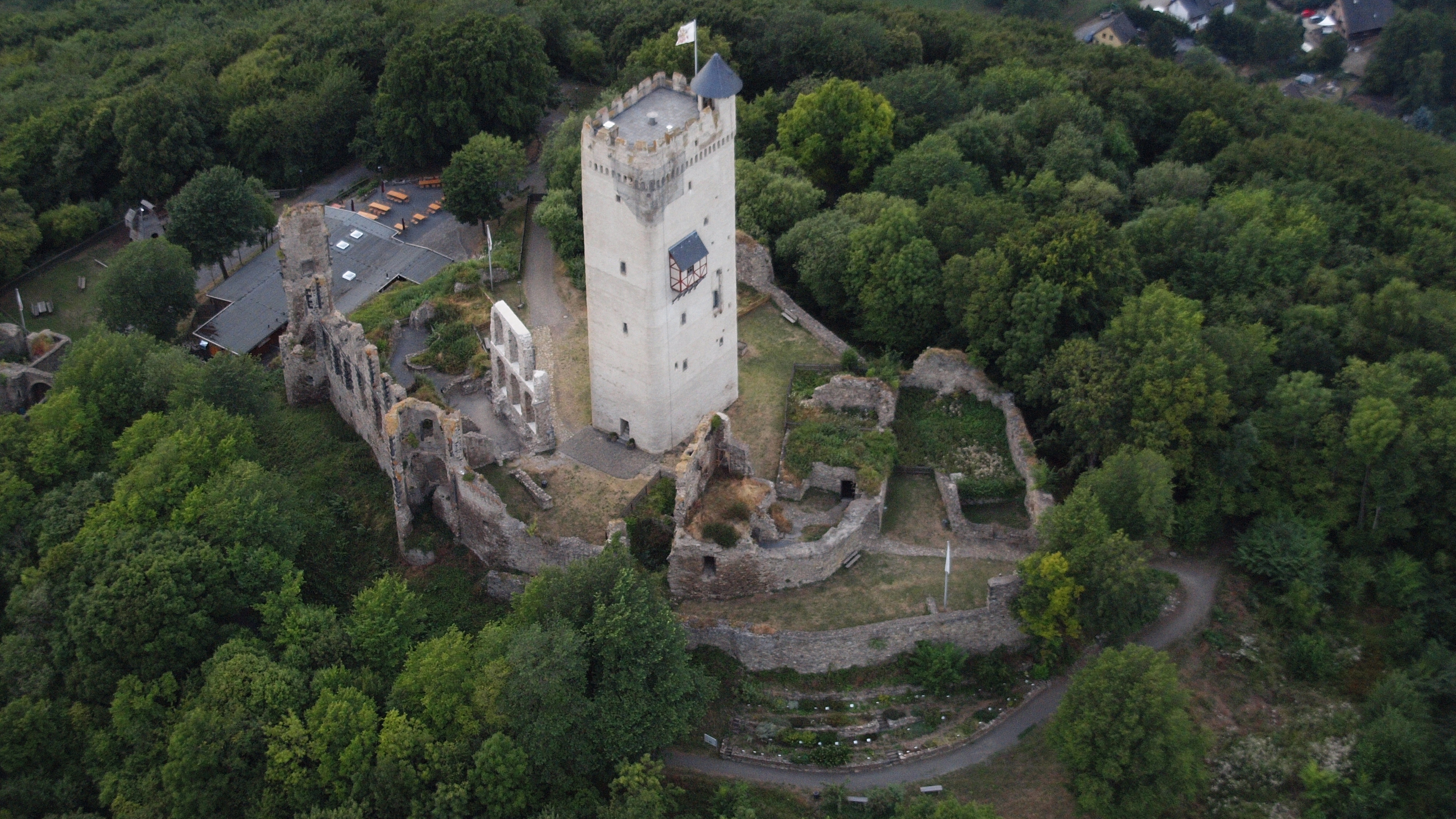
Burg Olbrück
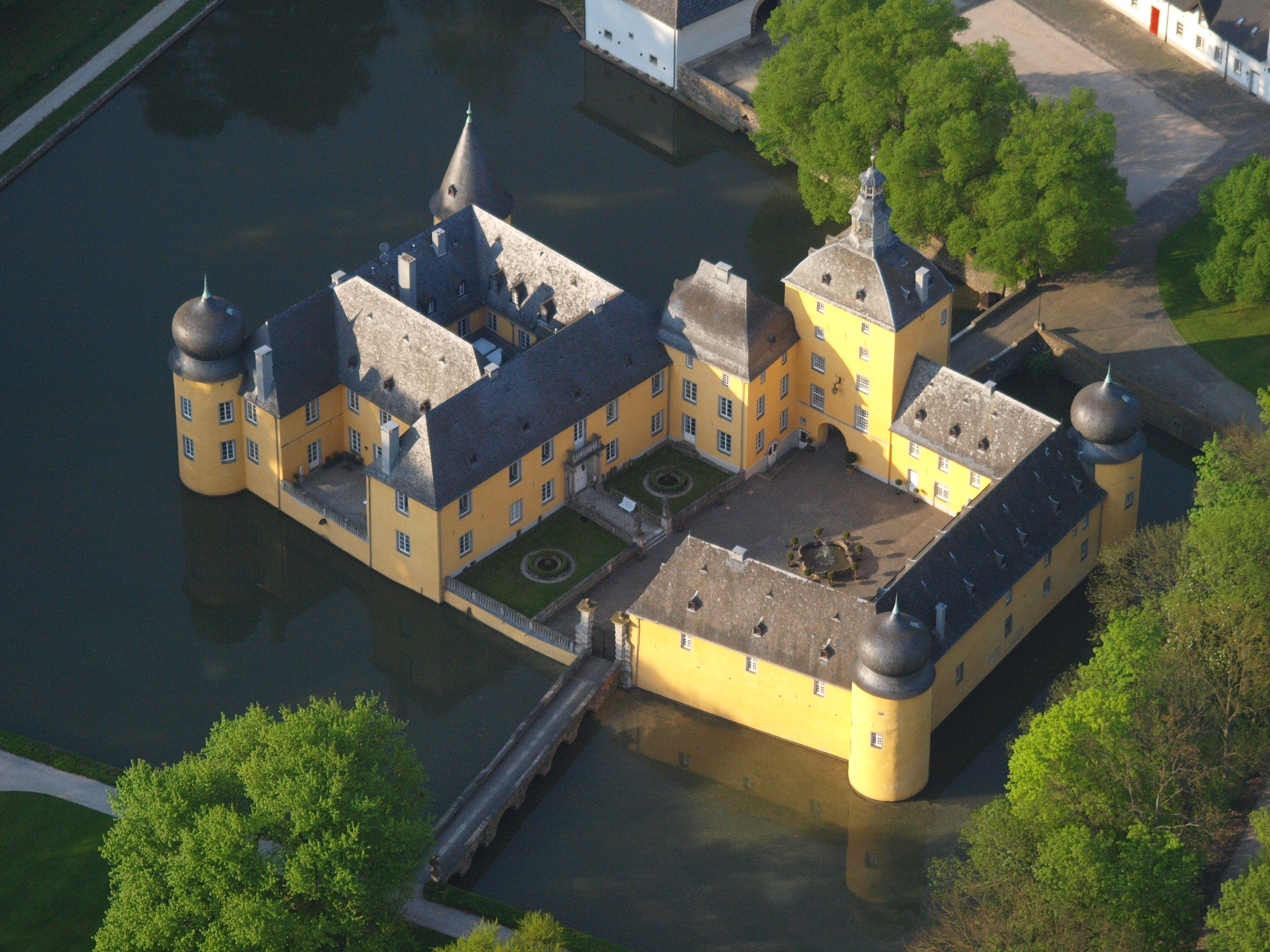
Burg Gudenau
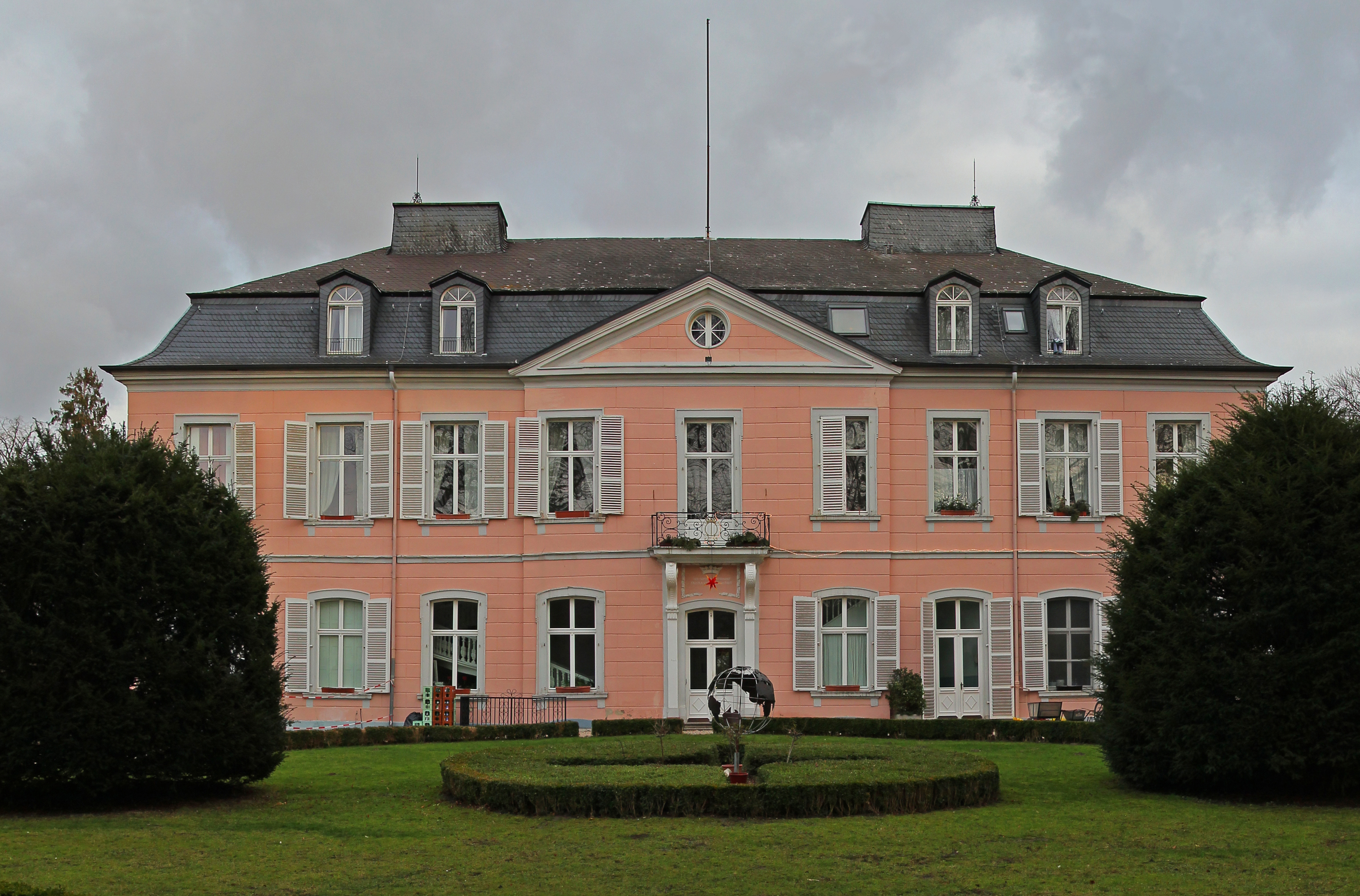
Schloss Bornheim

Schon seit etwa 1600 gehörte die Herrschaft Königsfeld den Waldbott, die ab Juli 1630 auf Betreiben des Grundherren, Ferdinand Waldbott von Bassenheim, eine Hexenverfolgung im Drachenfelser Ländchen begannen.
1642 erhielt der Freiherr Ferdinand Waldbott von Bassenheim zu Gudenau die Herrschaft Drachenfels. Das Lehen verblieb dieser Linie bis zu deren Aussterben und kam 1735 an die Waldbott von Bassenheim zu Bornheim, die es 1777 an die Freiherren von der Vorst verkauften.
Johann Lothar Waldbott von und zu Bassenheim († 1677) erwarb 1652 die halbe Herrschaft Pyrmont in der Eifel und wurde aufgrund dieses Besitzes 1654 zum Reichsfreiherren erhoben. 1654 kaufte er zusätzlich das im Dreißigjährigen Krieg verheerte Amt Kransberg mit Sitz auf Schloss Kransberg. Sein Sohn Franz Emmerich Wilhelm Waldbott von Bassenheim wurde von Kaiser Karl VI. am 23. Mai 1720 – ebenfalls für Pyrmont, dessen andere Hälfte er 1710 erworben hatte – in den Reichsgrafenstand erhoben.
1686 erbten die Waldbott nach dem Aussterben der Reifenberger ferner deren Herrschaft Reifenberg; allerdings befand sich diese seit 1681 in Kurmainzer Pfandschaft und verblieb darin bis etwa 1725.

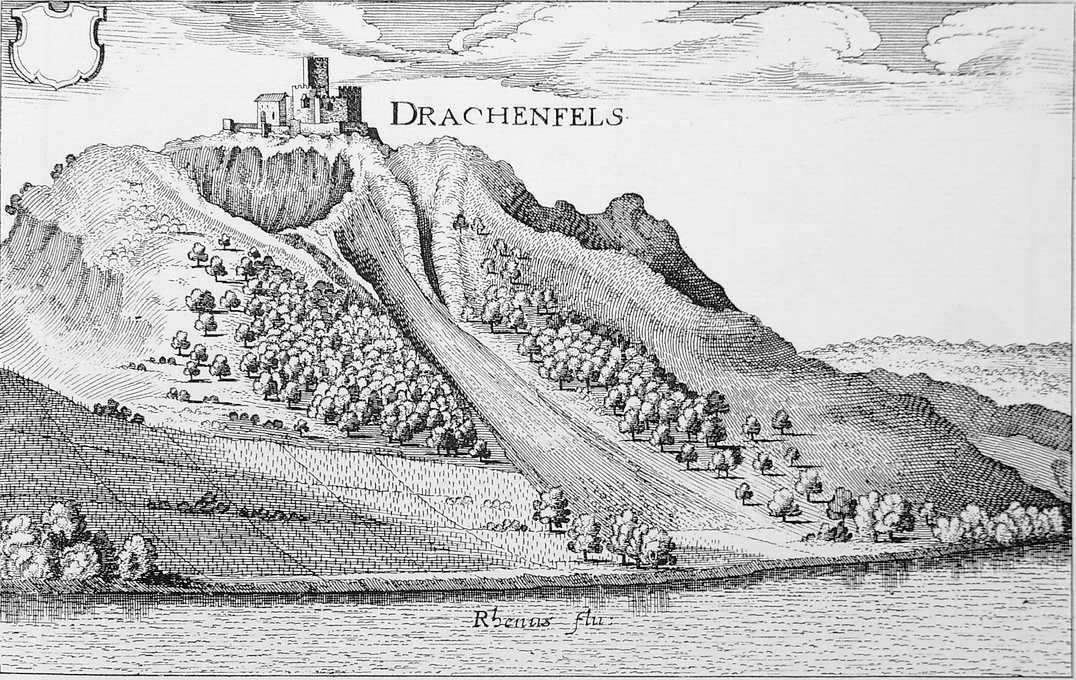
Burg Drachenfels (Siebengebirge)
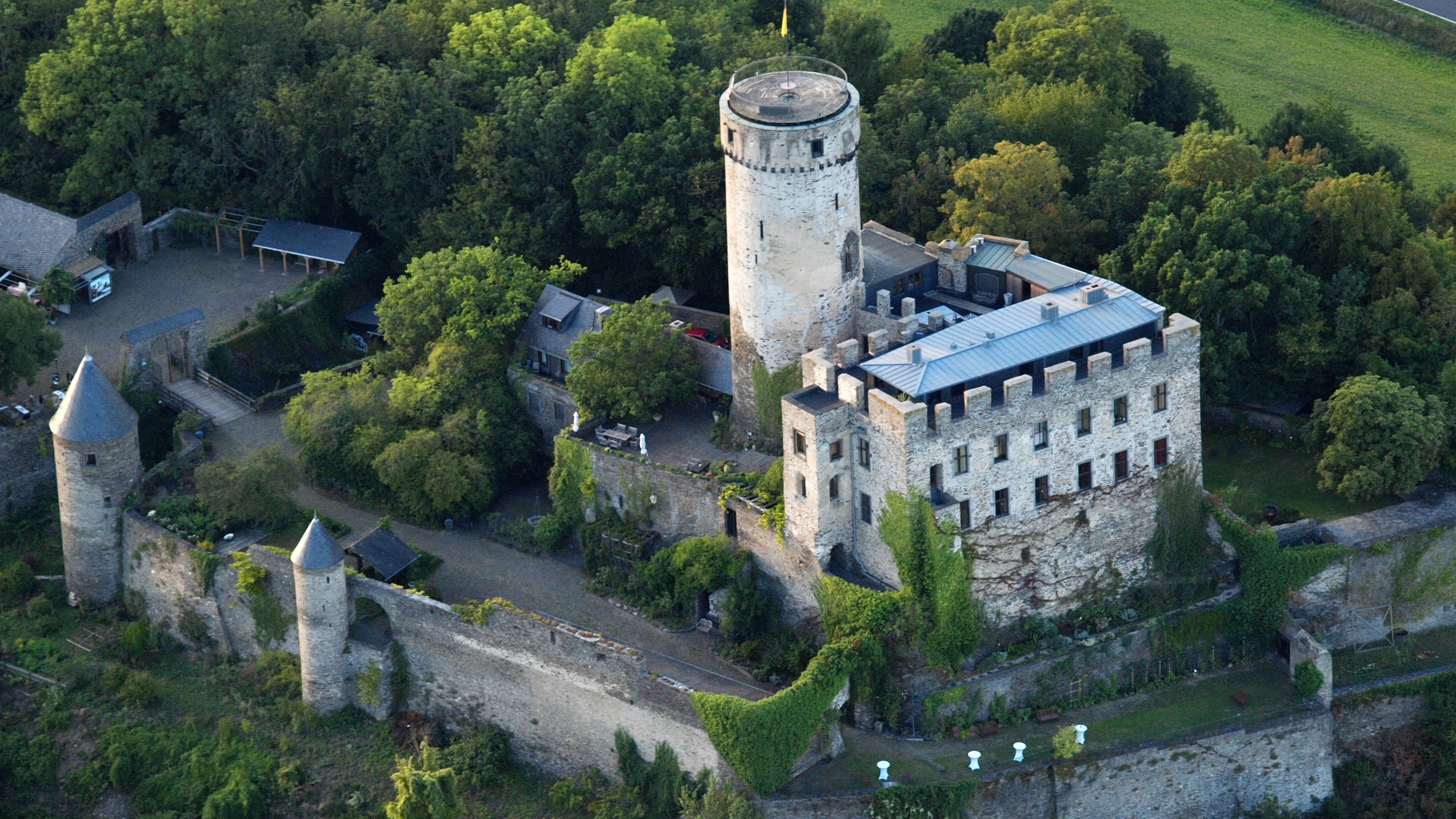
Burg Pyrmont
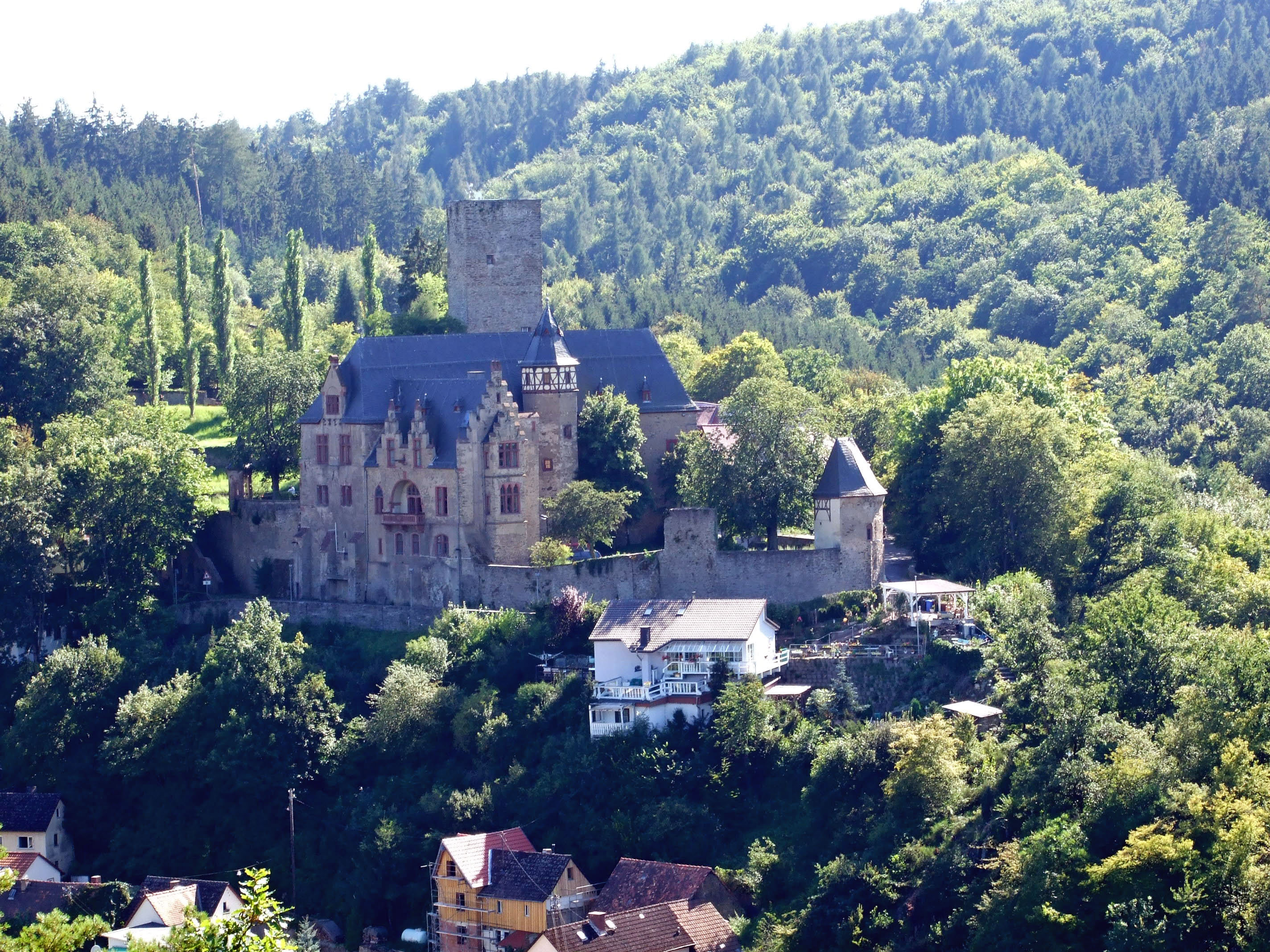
Schloss Kransberg
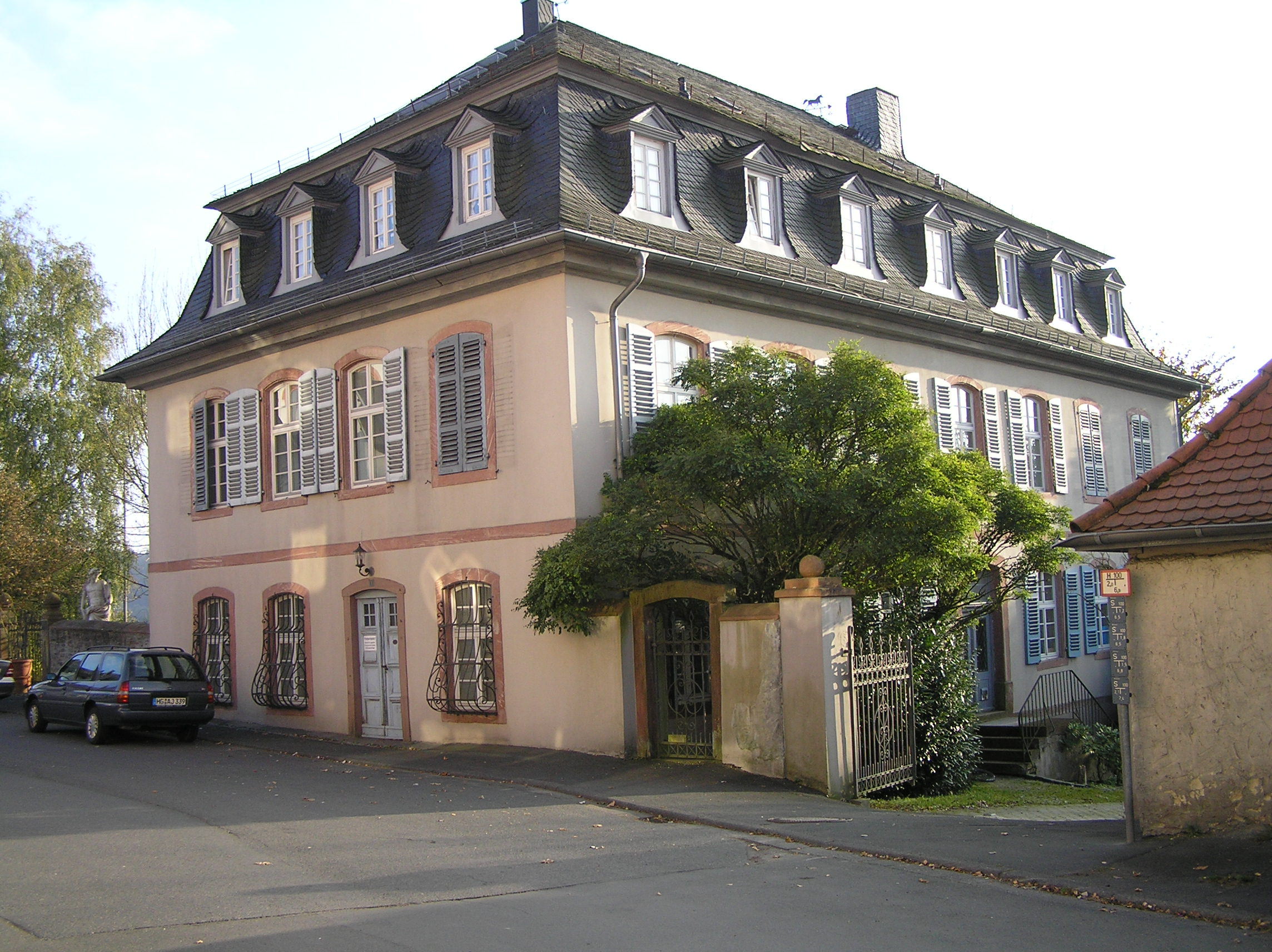
Bassenheimer Palais in Oberreifenberg

1729 wurde die Herrschaft Bassenheim (durch den Niedergang der Grafschaft Sayn ein Lehen Kurkölns geworden) reichsunmittelbar und unterstand direkt dem Kaiser. Mit dem Freiherrn Klemens August erlosch 1735 die Linie zu Gudenau, seine Schwester brachte den Besitz an die Freiherren von der Vorst-Lombeck zu Lüftelberg, die später von der Bornheimer Linie auch die Herrschaft Drachenfels hinzukauften. 1735 löste die Familie Waldbott daher auch die Ganerbschaft Olbrück auf und teilte die Herrschaft unter den verbliebenen Linien Bassenheim und Bornheim auf.
Am Ende des 18. Jahrhunderts gehörten die Grafen Waldbott von Bassenhein wegen des Besitzes der Herrschaft Reifenberg (neben Reifenberg Arnoldshain und Schmitten) und Cransberg (neben Kransberg Friedrichstal – heute ein Ortsteil der Gemeinde Wehrheim –, Pfaffenwiesbach und Wernborn) zur Reichsritterschaft im Ritterkanton Mittelrhein des Rheinischen Ritterkreises.
Johann Maria Rudolf Waldbott von Bassenheim (1731–1805) erlangte 1788 wegen Olbrück und Pyrmont die Zulassung zum westfälischen Grafenkollegium und damit die Reichsstandschaft. Das Generalkapitel des Deutschen Ordens verlieh ihm 1764 und dem jeweiligen ältesten Stammhalter der Familie die Erbritterwürde des Ordens mit der Befugnis, das Komturkreuz tragen zu dürfen.

### Seit dem 19. Jahrhundert

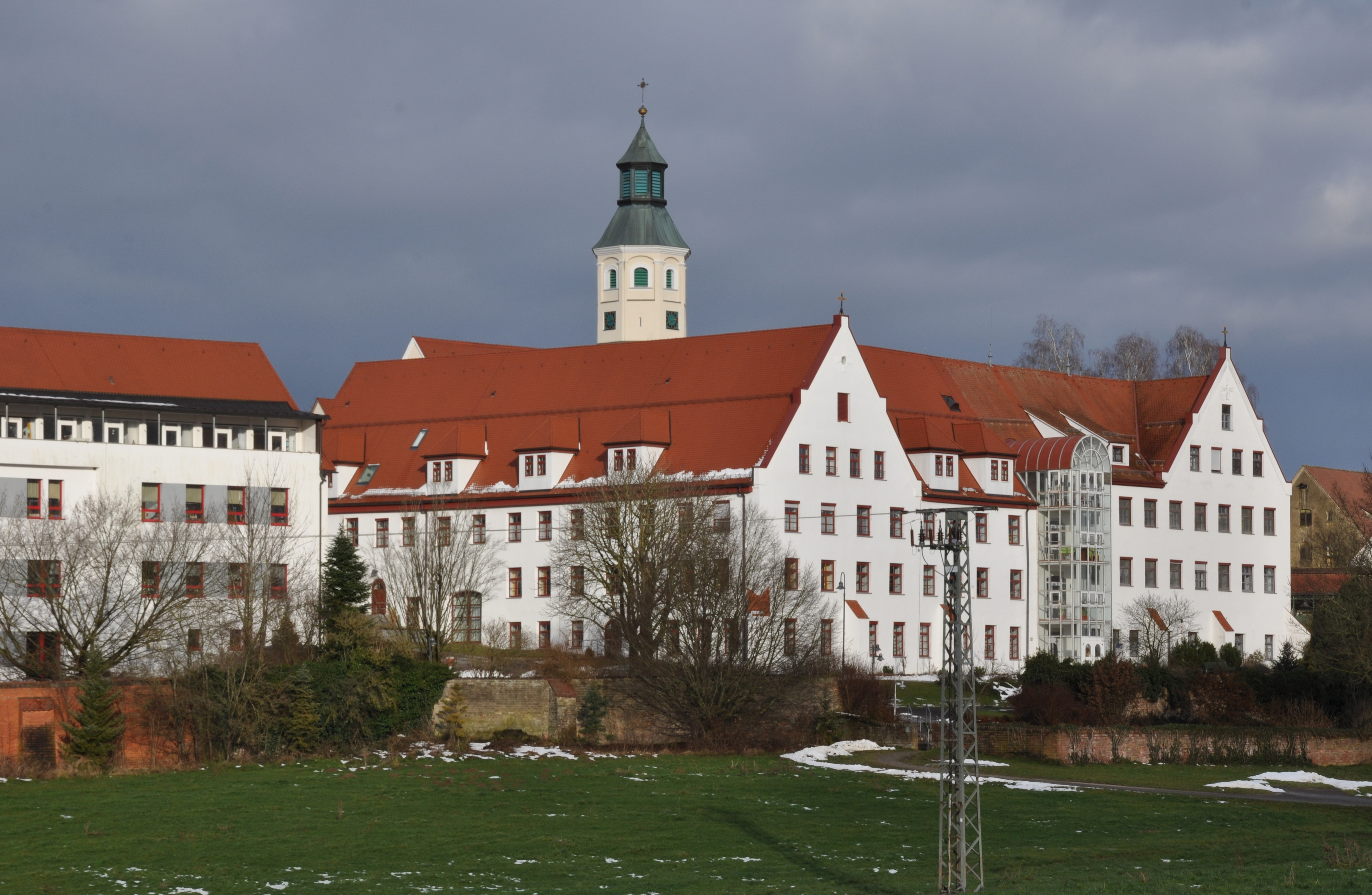
Abtei Heggbach

Durch den Frieden von Lunéville verlor er jedoch 1801 seine linksrheinischen reichsständischen Herrschaften. Dafür erhielt er großzügige Entschädigungen in Schwaben: Gemäß § 24 des Reichsdeputationshauptschlusses vom 25. Februar 1803 wurde ihm, wegen der verlorenen Herrschaften Pyrmont und Olbrück, die Abtei Heggbach übertragen (allerdings ohne Mietingen, Sulmingen und den Zehnt von Baltringen). Als weitere Entschädigung erhielt Graf Johann Waldbott von Bassenheim eine dauernde Geldrente von 1300 Gulden, die fundiert wurde auf die Einkünfte der Kartause Buxheim, zu zahlen von deren neuem Besitzer, Graf von Ostein.
Nach der Besetzung der linksrheinischen Gebiete durch Frankreich und Enteignung nach den Gesetzen der Französischen Revolution gab Napoleon 1805 dem Grafen Waldbott von Bassenheim als einzigem Großgrundbesitzer im linksrheinischen Rheinland das Rittergut Bassenheim zurück. 1806 wurde der Sohn und Erbe des 1805 verstorbenen Grafen Johann Maria Rudolf Waldbott von Bassenheim, Graf Friedrich Waldbott von Bassenheim (1779–1830), im Königreich Bayern und im Königreich Württemberg mediatisiert. Das Oberhaupt der Familie erhielt durch Beschluss der Deutschen Bundesversammlung im Jahre 1829 das Prädikat Erlaucht. Diese standesherrliche Linie hatte für ihr jeweiliges Oberhaupt einen erblichen Sitz in der ehemaligen Kammer der Reichsräte des Königreiches Bayern.

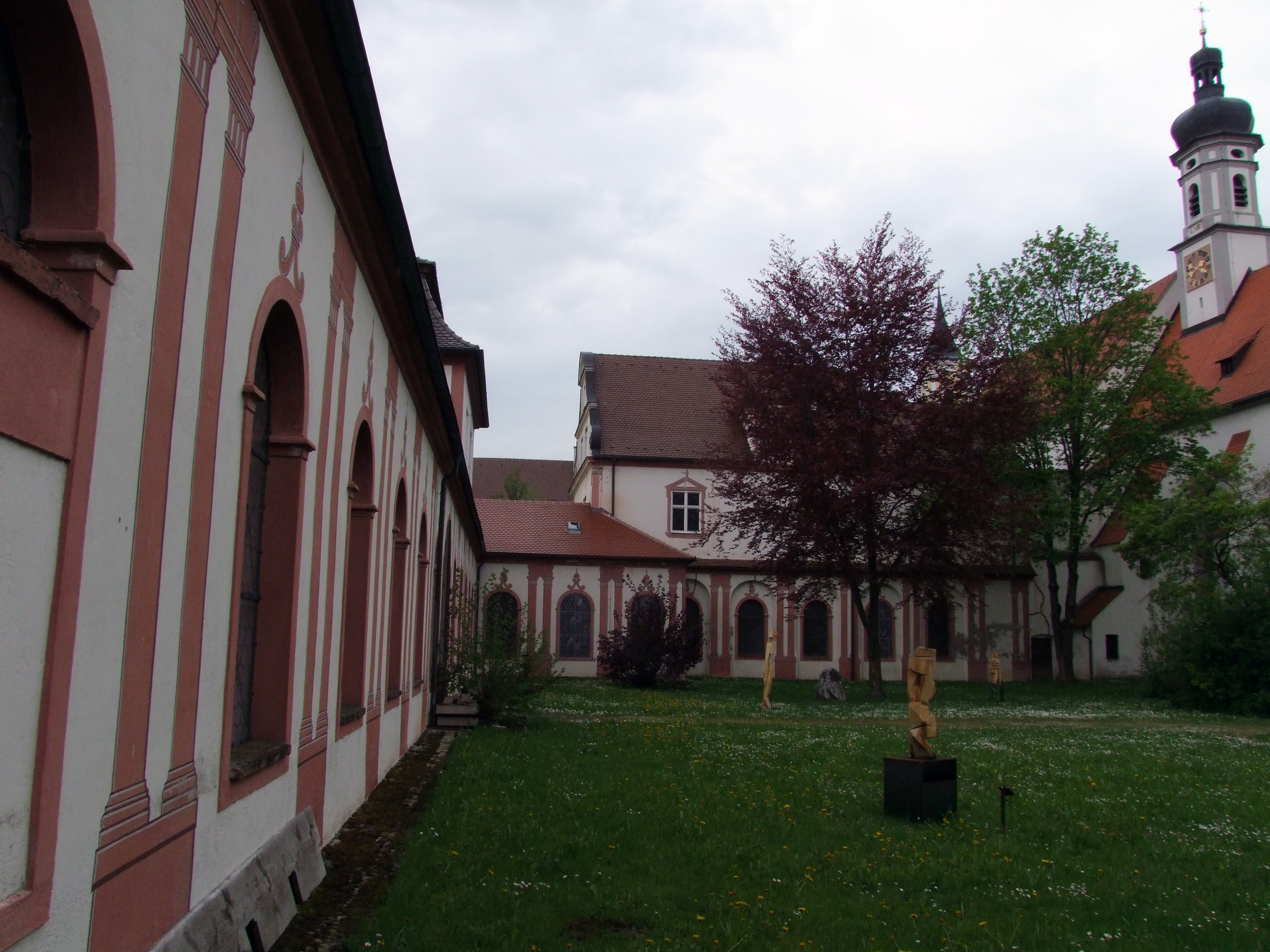
Kloster Buxheim

Das ehemalige Kloster Buxheim gelangte nach dem Tod von Johann Friedrich Reichsgraf von Ostein (1735–1809) in den Besitz des Grafen Friedrich Waldbott von Bassenheim. 1818 kaufte er auch die Burg Pyrmont – wenn auch als geplünderte Ruine – zurück.
Graf Friedrichs Sohn, Hugo Philipp Graf Waldbott von Bassenheim (1820–1895), pflegte einen verschwenderischen Lebensstil und verschleuderte das Vermögen seiner Vorfahren. 1852 und 1853 verkaufte er die Herrschaften Kransberg und Reifenberg an einen bürgerlichen Gutsbesitzer. Burg und Gut Bassenheim sowie die Burg Pyrmont wurden 1862 zwangsversteigert. 1875 verkaufte er das Kloster Heggbach. 1880 drohte der vollständige Ruin. 1887 verkaufte der Graf die Bestände und das Mobiliar der Bibliothek des Klosters Buxheim. Bereits 1883 wurde das kunsthistorisch berühmte Buxheimer Chorgestühl im Auftrag des Grafen nach England versteigert. (1979 gelang der Rückkauf für die Buxheimer Klosterkirche durch die öffentliche Hand.) 1916 verkaufte die Familie die Klosterkirche mit dem Kreuzgang sowie das Bibliotheksgebäude an das Königreich Bayern. 1925 verkauften die Grafen Waldbott das Archiv, die Paramenten, das liturgische Gerät und die umfangreiche Gemäldesammlung der Kartause dem Kloster Ottobeuren.
Neben der standesherrlichen gräflichen Linie Bassenheim gibt es bis heute die (zum niederen Adel gehörende) freiherrliche Linie, die auf Schloss Bornheim ansässig war, es jedoch 1826 verkaufte. Sie waren auch Erbvögte von Waldorf. 1830 erwarb diese Linie durch Heirat die Burg Bergerhausen, verkaufte sie jedoch 1894 anlässlich ihrer Übersiedlung nach Schloss Tolcsva in Ungarn. 1955 erbte sie das österreichische Schloss Halbturn, über die mütterliche Seite, von Erzherzog Albrecht II. von Österreich-Teschen, dem Bruder von Maria Alice Freifrau Waldbott von Bassenheim, Erzherzogin von Österreich-Teschen. Dieses ist 2008 in den Besitz der Grafen zu Königsegg-Aulendorf übergegangen.
Nachkommen der Grafen und Freiherren Waldbott von Bassenheim leben heute in Deutschland, Österreich, Kroatien, Ungarn, Kanada und Argentinien.

## Wappen

Wappen der Waldbott von Bassenheim

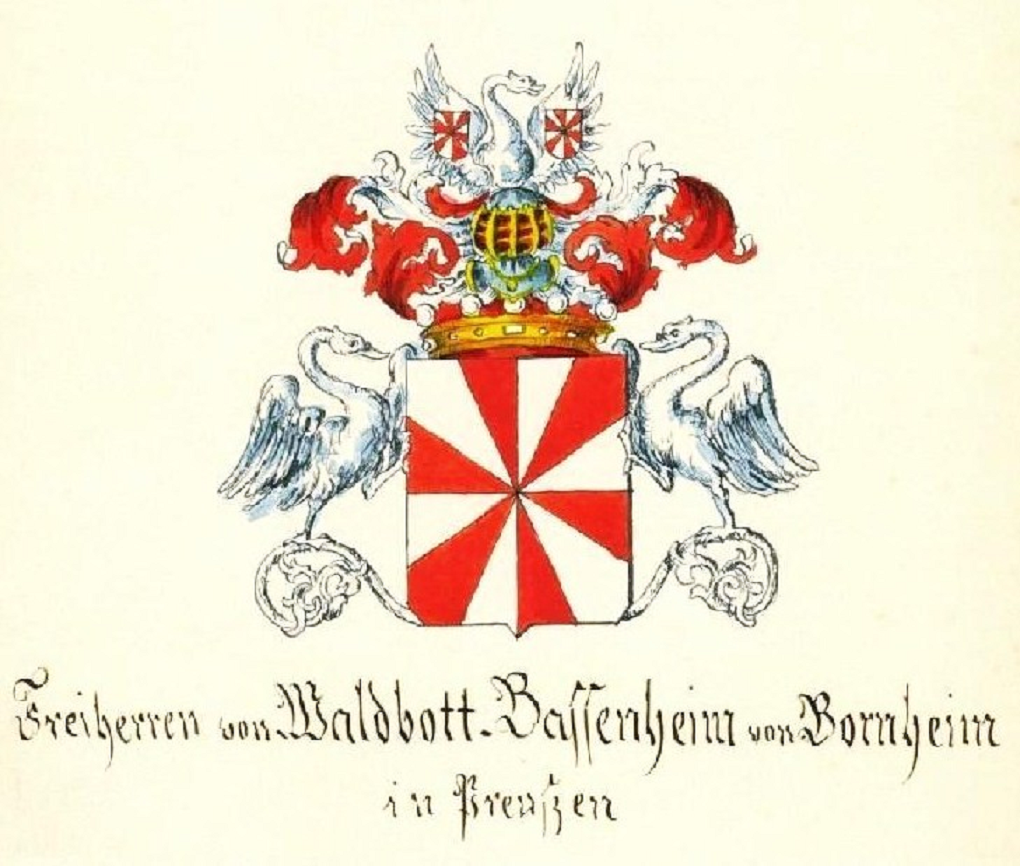
Wappen der Freiherren von Waldbott-Bassenheim von Bornheim

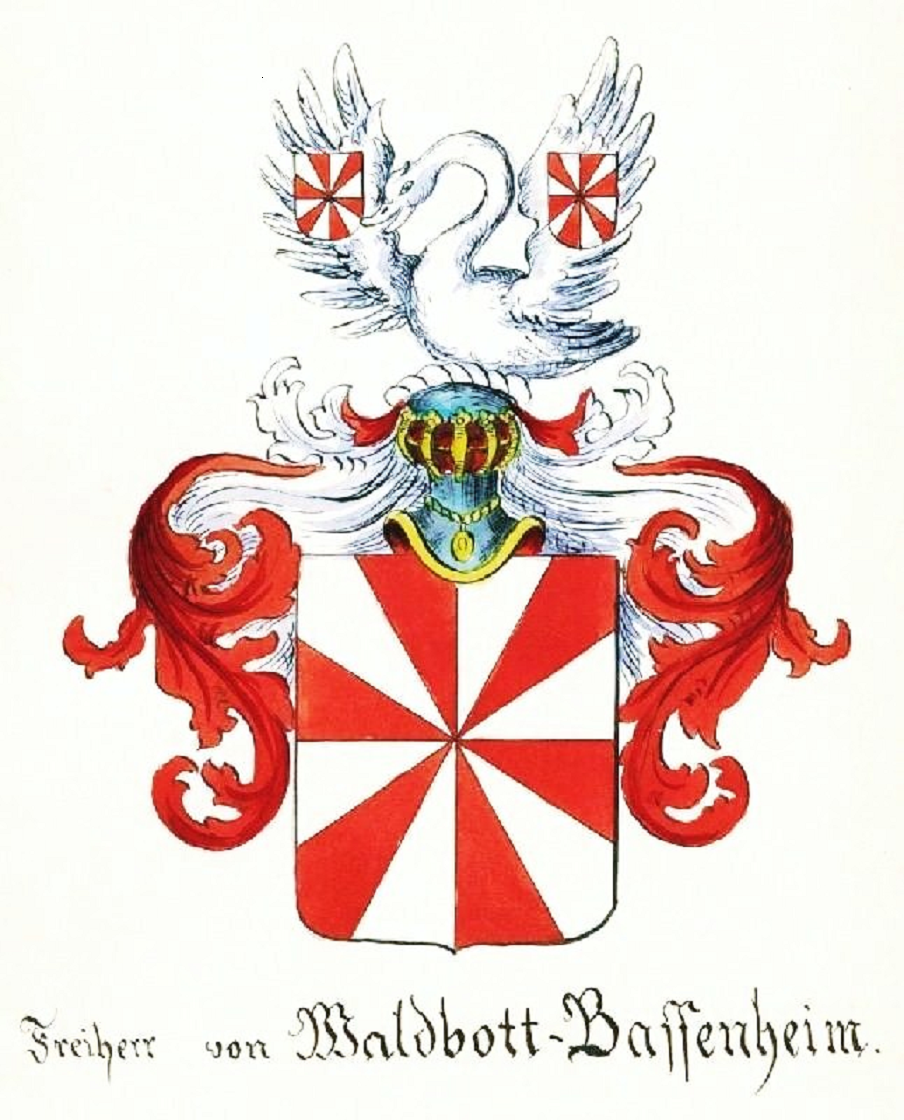
Wappen der Freiherren von Waldbott-Bassenheim

Schon Richard Walpod von Ulmen, Herr der Niederburg zu Ulmen, führte als Wappen 1331 einen zwölffach geständerten Schild, als Helmzier ein roter Mannesrumpf mit abfliegendem Haar und breitem roten Hut. Friedrich Walpod von Ulmen, führte 1348 den gleichen Schild, als Helmzier ein bärtiger Mannesrumpf in mehrfach rot-silbern gespaltenem Kleid und rotem Hut. Im Armorial Bellenville, um 1380, erscheint als Wappen der „Waelpot“ der geständerte Schild, der Mannesrumpf der Helmzier ist bartlos, Kleidung und Hut sind wie der Schild bezeichnet.
Das Wappen der Waldbott von Bassenheim ist von Silber und Rot zwölffach geständert. Auf dem Helm ist ein wachsender silberner Schwan mit erhobenen Flügeln, die je mit einem geständerten Schildchen belegt sind. Die Helmdecke ist rot-silbern.

„Eine solche Ständerung hat aber noch eine tiefere Bedeutung, die der Forstkultur, eine interessante Bedeutung für die Landsmannschaft [Masovia], in deren Traditionen und Liedern die schönen Eichen- und Buchenwälder der Heimat eine so hervorragende Rolle spielen. – Wie alle alten Familien, welche Reichsforstlehen innehatten, führen auch die Waldboten von Bassenheim ein gleich arrangiertes Wappen.“

Wenn Schildhalter dargestellt werden, sind es zwei silberne Schwäne, was von der Helmzier rührt.
Das rot-silbern geständerte Wappen der Familie ist noch heute in vielen rheinland-pfälzischen Stadt- und Gemeindewappen zu sehen.

Wappen der Stadt Königsfeld
Wappen der Ortsgemeinde Bassenheim
Wappen der Ortsgemeinde Gierschnach
Wappen der Ortsgemeinde Kerben
Wappen der Ortsgemeinde Niederzissen
Wappen der Ortsgemeinde Oberzissen
Wappen der Ortsgemeinde Siebenbach
Wappen der Ortsgemeinde Waldorf
Wappen der Ortsgemeinde Niederdürenbach
Wappen der Ortsgemeinde Oberdürenbach
Wappen der Verbandsgemeinde Brohltal
Wappen der Verbandsgemeinde Weißenthurm

## Herrschaften, Besitz und Lehen
Der Familie Waldbott gelang es im Laufe der Zeit, durch Heirat, Erbe, Kauf, Rechtsstreit oder Gewalt in den Besitz vieler verschiedener Herrschaften zu kommen. Dazu zählten:
- Bassenheim (vor 1300 bis 1862)
- Burg Rauschenberg (anteilig, nach 1400 bis etwa 1500)
- die Burg Gudenau (1512 bis 1735)
- Sevenich mit ehemaligem Schloss (ab 1521)
- der im Zweiten Weltkrieg zerstörte Bassenheimer Hof in Koblenz (1523 bis 1805)
- die Herrschaft Olbrück (1555 bis 1801)
- Herrschaft Königsfeld mit Herresbach und Siebenbach (um 1600 bis 1803)
- die Burg Pyrmont (1652 bis 1801 und 1818 bis 1862)
- die Herrschaft Kransberg mit Reifenberg (1654 bis 1853)
- der Bassenheimer Hof in Kiedrich (1694 bis Anfang 19. Jh.)
- der Bassenheimer Hof in Mainz (1750 bis 1835)
- die Abtei Heggbach (1803 bis 1875)
- die Kartause Buxheim (1809 bis 1916)
- zwei Höfe in Bodenheim in der Langgasse und der Gaustraße
- Burg Bergerhausen (1830 bis 1894)
- Schloss Tolcsva in Ungarn (19. Jh. bis 1945)
- Schloss Halbturn, Österreich (1955 bis 2008)

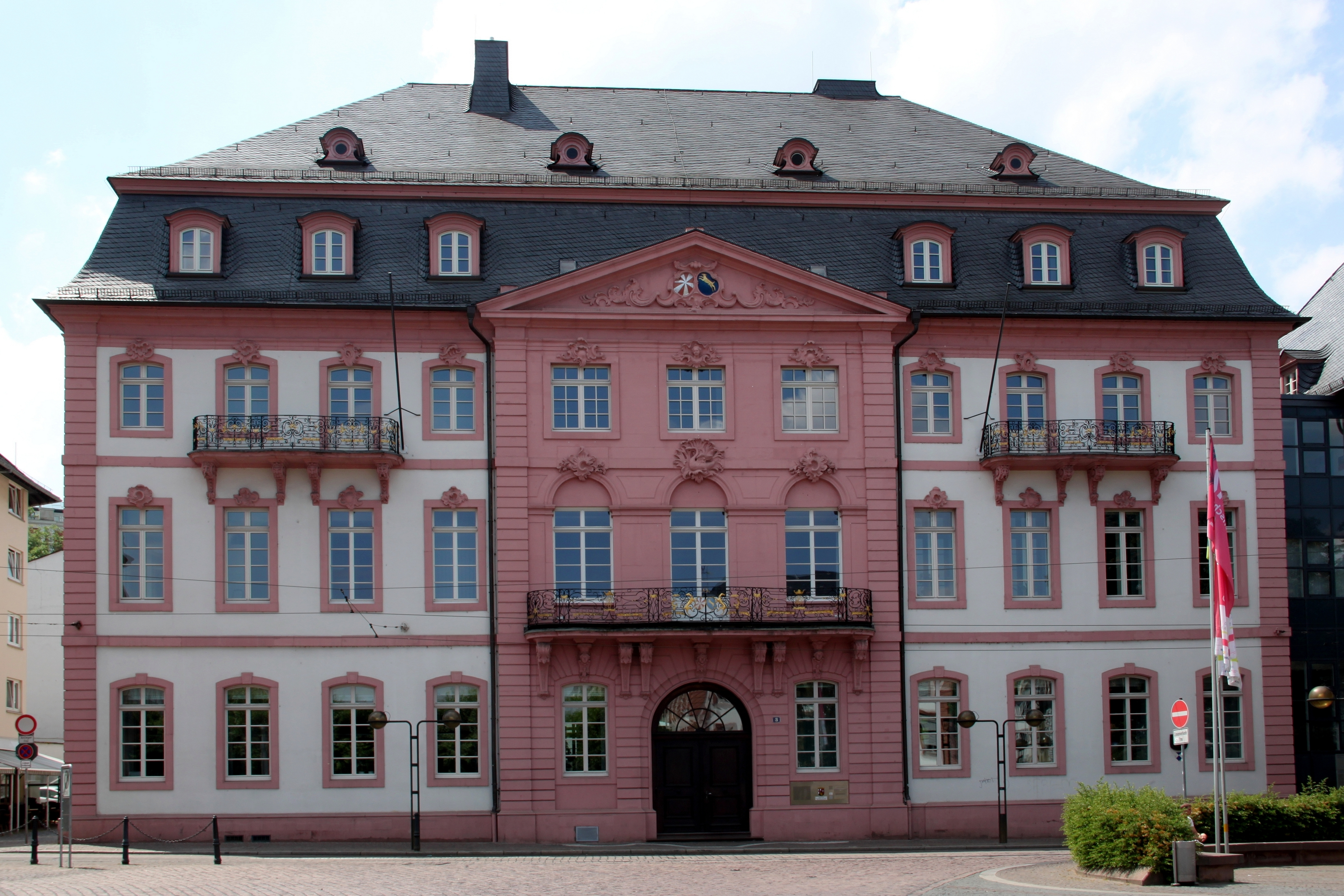
Bassenheimer Hof in Mainz
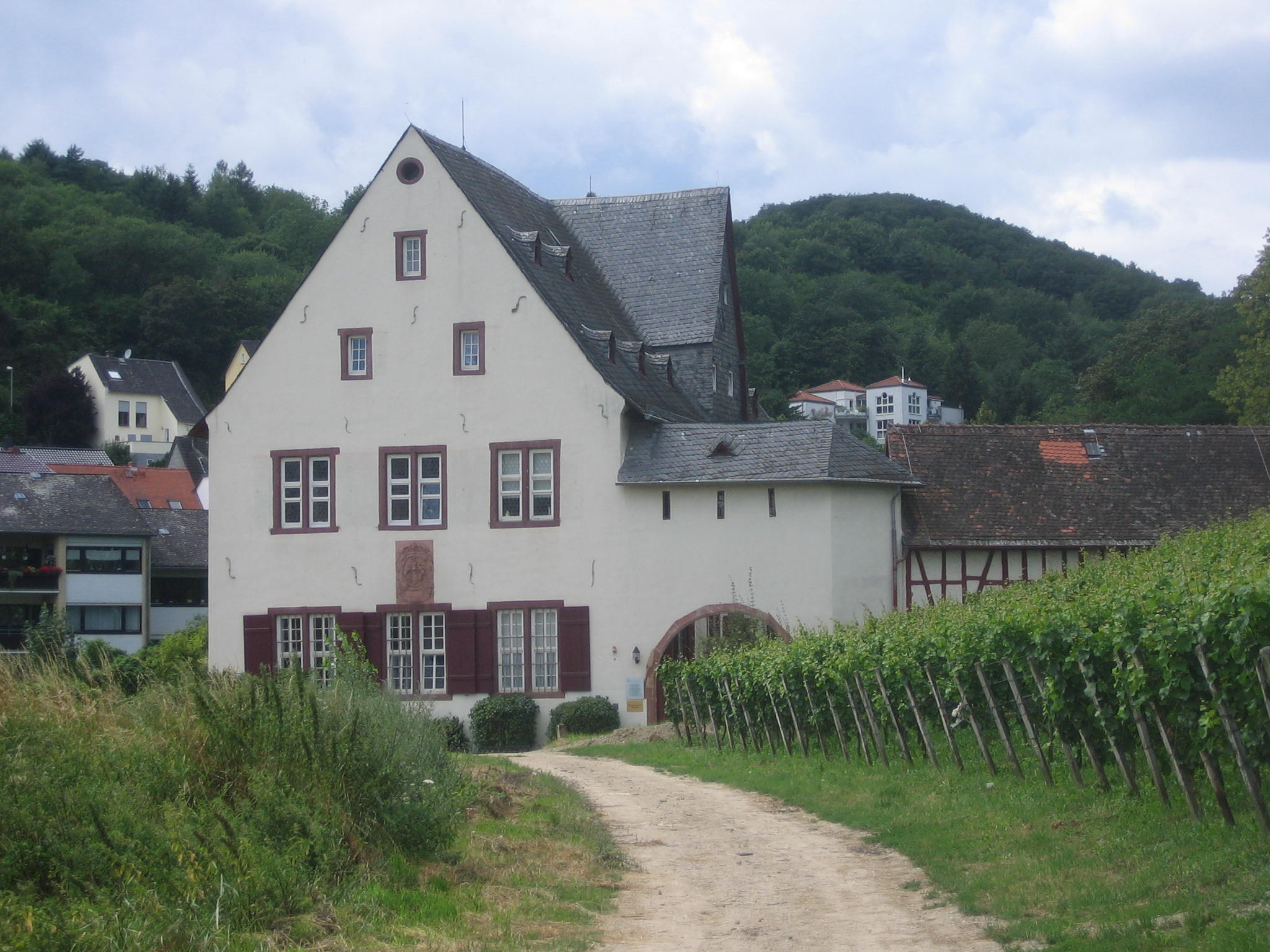
Bassenheimer Hof in Kiedrich

## Bedeutende Namensträger
- Heinrich Walpot von Bassenheim, erster Hochmeister des Deutschen Ordens (1198–1200)
- Siegfried Walpot von Bassenheim, Komtur, als oberster Spittler im Staat des Deutschen Ordens in Ostpreußen verantwortlich für die Krankenpflege und das Spitalwesen; nach ihm erhielt die erste Stadt Masurens 1386 den Namen Bassenheim (später Passenheim, heute polnisch Pasym und Bassenheimer Partnerstadt).
- Anton Waldbott von Bassenheim, um 1585 kurfürstlicher Landhofmeister,[9] von 1604 bis 1629 Propst des Ritterstifts Sankt Alban.
- Ernst Emmerich von Walpott-Bassenheim, Domherr in Münster
- Franz Emmerich Kaspar Waldbott von Bassenheim (1626–1683), Bischof von Worms von 1679 bis 1683
- Johann Jakob Waldbott von Bassenheim; Domherr in Mainz, von 1679 bis 1697 kurmainzischer Statthalter in Erfurt
- Johann Edmund von Walpott-Bassenheim, Domherr in Münster
- Johann Ulrich von Walpott-Bassenheim († 1653), Domherr in Münster
- Casimir Waldbott von Bassenheim, Domherr in Mainz, brachte den Bassenheimer Reiter nach Bassenheim
- Johann Jacob von Bassenheim (Geburtsdatum unbekannt–1755), Kurfürstl. Kölner Geheimrat, Konferenzminister und Kammerpräsident
- Maria Anna Freiin Waldbott von Bassenheim (gestorben 1702), heiratete 1675 Johann Erwein von Schönborn, der nach ihrem Tod ihre Nichte Mariana von Waldbott-Bassenheim heiratete (aber aus beiden Ehen keinen männlichen Erben hatte)

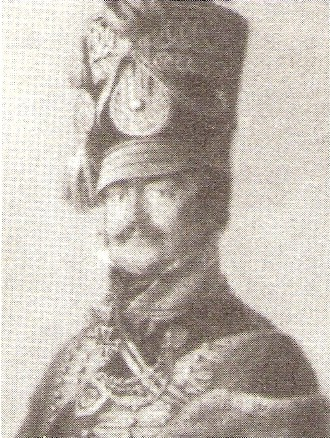
Graf Friedrich Waldbott von Bassenheim (1779–1830)

- Alexander Johannes Franziskus Ignatius Waldbott von Bassenheim (1667–1715), Domkapitular und Domscholaster in Speyer, Worms und Münster; Epitaph im Speyerer Dom
- Franz Karl Waldbott von Bassenheim (1760–1804), Domherr in Münster und Hildesheim
- Clemens Freiherr Waldbott von Bassenheim (1882–1945), Mitglied des ungarischen Oberhauses
- Clemens August Waldbott von Bassenheim-Bornheim (1803–1872), Provinziallandtagsmarschall in der Rheinprovinz

Familienoberhäupter:
- Johann Maria Rudolf Graf Waldbott von Bassenheim (1731–1805), Reichskammergerichtspräsident und Kaiserlich-Königlicher Geheimer Rat, Burggraf der Burggrafschaft Friedberg
- Friedrich Karl Franz Rudolf Graf Waldbott von Bassenheim (1779–1830), letzter Souveräner Graf
- Hugo Philipp Graf Waldbott von Bassenheim (1820–1895)
- Carl Graf Waldbott von Bassenheim (1913–1939), Graf zu Buxheim und gefürsteter Burggraf, Herr zu Beuren (Erl.)
- Carl-Ludwig Graf Waldbott von Bassenheim (1938), (Erl.)

### Sekundärliteratur
- Otto Hupp: Münchener Kalender 1900. Buch u. Kunstdruckerei AG, München / Regensburg 1900.
- Gerhard Köbler: Historisches Lexikon der deutschen Länder. Die deutschen Territorien vom Mittelalter bis zur Gegenwart. 7., vollständig überarbeitete Auflage. C. H. Beck, München 2007, ISBN 978-3-406-54986-1.
- Bernhard Kärtner: Der Bassenheimer Renthof. Die 300jährige Geschichte der gräflichen Gebäude. Mit einer Kurzbiographie über den Grafen Johann Maria Rudolph Waldbott von Bassenheim. In: Philipp Ludwigs Erben, Nr. 10, Verlag Philipp-Ludwigs-Erben, Oberursel 2013. DNB 1043729577